# Jean Baptiste Bassand
Jean Baptiste Bassand auch: Joannes Baptista Bassand (* 24. November 1680 in Baume-les-Dames; † 30. November 1742 in Wien) war ein französischer Mediziner.

## Leben
Jean Baptiste war der Sohn des Bürgers und Kaufmanns Michael Bassand und dessen Frau Johanna Marceux. Seine Eltern hatten noch sieben Kinder, zwei Töchter und fünf Jungen, von denen Jean Baptiste das jüngste war. Von seinem Vater zur Ausbildung in den Naturwissenschaften angehalten, absolvierte er ein Medizinstudium in Besançon und Paris. Später reiste er nach Neapel, wo er eine Anstellung am dortigen Hospital erhielt, und promovierte 1705 in Salerno zum Doktor der Medizin. Am 8. Dezember 1712 setzte er seine Ausbildung an der Universität Leiden fort, wo er ein Schüler von Herman Boerhaave wurde. Mit jenem stand er in ständigem Briefwechsel und tauschte sich mit ihm über medizinische und botanischen Themen aus. Später wurde er Wundarzt in einem französischen Feldlazarett in Italien. Aus Unzufriedenheit über seine Vorgesetzten, wechselte er in österreichische Dienste.
Zunächst wirkte er in Wien als praktischer Arzt. 1717 beteiligte er sich als Feldarzt im kaiserlichen Regiment von Prinz Eugen von Savoyen am Venezianisch-Österreichischen Türkenkrieg. In Wien wurde er am 26. Oktober 1720 Lehrer an der medizinischen Fakultät der Universität Wien und 1724 Leibarzt von Leopold Joseph von Lothringen. Als er im Dezember 1727 dessen ältesten Sohn  Franz Stephan von Lothringen innerhalb kürzester Zeit von den Blattern kurierte, erhob man ihn am 23. März 1728 in den Adelsstand, er wurde kaiserlicher Hofarzt und man verlieh ihm am 21. Oktober desselben Jahres den Titel eines Hofrats. Nachdem er dessen Bruder Karl Alexander von Lothringen in Commercy auch von den Pocken geheilt hatte, erhielt er 26. Oktober 1730 den Titel eines Barons. Beide Adlige  begleitete er auf einer Kavalierstour, welche durch mehrere europäische Staaten führte. Dabei waren sie unter anderem 1731 in Leiden, wo beide den botanischen Garten und Boerhaave kennen lernten. Am 23. März 1732 wurde Bassand Mitglied der Royal Society in London.
Maßgeblich bereitete Bassand den Weg von Boerhaaves Bildungssystem nach Wien. Dessen Schüler begründeten die Wiener medizinische Schule des 18. Jahrhunderts. Dieser gehörten unter anderem Gerard van Swieten und Anton de Haen an.

### Familie
Jean Baptiste Bassand heiratete im Mai 1715 Maria Catharina Benedetti. Sie war die Tochter des ersten Kammerdieners von Prinz Eugen in Wien. Aus dieser Ehe gingen drei Kinder hervor, von denen Tochter Marie Thérèse das Erwachsenenalter erreichte. Die beiden Söhne verstarben früh. Im Juli 1723 verstarb Ehefrau Maria Catharina Benedetti. Bassand heiratete erneut. Aus dieser zweiten  Ehe mit Johanna Maria Theresia Reina von Waldnerin (Jeanne Marie Valdenaire, 1682–1755) gingen keine Kinder hervor. Im Jahr 1732 kam es zum Verlust des Heiratsgutes der Ehefrau. Im Jahr 1741 verließ diese die gemeinsame Wohnung.